# IPod
是苹果公司旗下的便携式媒体播放器与多功能移动设备系列产品，系列首款产品初代iPod发布于2001年11月10日，继iTunes之后作为苹果公司“数字生活中枢”战略的一部分而被推出，其开发时间前后不到一年，苹果公司为其打出的口号是“口袋里的1000首歌”，售价399美元，苹果公司为iPod投入了数千万美元的营销费用，并为其推出了一系列“剪影”广告，到2004年，iPod已经占据了便携音乐播放器市场31%的份额，随后iPod mini的推出使得这一数字在18个月内飙升至74%，到2005年时，iPod已占苹果公司当年总营收的45%，2007年4月，iPod销量突破1亿台，随后的2008年是iPod单年销量最高的一年，这一年里，苹果售出了5480万台iPod，在iPhone发布后，苹果公司开始逐渐用iPhone取代iPod，随后iPod销量开始连年下跌，到2014年第四季度的销量已不足300万台，随后几年里，苹果公司开始逐渐停产iPod，2017年，随着苹果公司停产iPod nano与iPod shuffle，iPod touch成为iPod全系最后一个产品分支。
iPod的产品阵容中共有五条分支，分别是iPod classic、iPod mini、iPod nano、iPod shuffle和iPod touch，其中iPod nano是苹果公司推出用于取代iPod mini的产品，苹果公司还另外以iPod品牌推出了一款立体扬声器系统iPod Hi-Fi。包括三款特别版，苹果公司一共推出了33款iPod，其中最后一款是第七代iPod touch，2022年5月10日，苹果公司在官网发布文章宣布iPod touch停产，售完即止，iPod全系产品至此全部停产，这宣告了iPod品牌21年寿命的结束，苹果公司最终共售出4.5亿台iPod。

## 历史
发明iPod是在iTunes之后，2000年，当时人们因为Napster网站的关系，已经有了从网络下载音乐再刻录的习惯，苹果电脑執行長乔布斯（Steve Jobs）觉得刻录太麻烦，他开始构思透过iTunes软件和iPod硬件传输歌曲的流程。当时市面上已经有了类似的播放器，但是大多数都很差，播放歌曲也少得可怜，待机时间短。乔布斯任命喬恩·魯賓斯坦（Jon Rubinstein）开发这个项目。鲁宾斯坦收购了东芝最新的1.8英寸5GB的小硬盘的专利，并且确定了电池和屏幕等重要原件。再雇来了另外一位iPod之父托尼·法戴爾（Tony Fadell）。此人在加入苹果之前已经做着一些MP3播放器的工作。
苹果电脑最初把iPod作为Mac用户的独有的产品销售，但由于非Mac用户需求增加，公司加入了对Windows的兼容。到2004年1月，iPod成为全美国最受欢迎的数码音乐播放器，占领了50%的市場份额。到了2004年10月，iPod统治了美国的数位音乐播放器的销售，拥有超过92%的硬碟播放器和超过65%的所有类型播放器的市场。iPod以极高的速率销售，在三年时间内总共销售了超过一千万部。它对文化产生了重大的冲击。此外，研究指出iPod担当了一种“上瘾毒品”或具有一种“晕轮效应”的产品，鼓励PC用户转到苹果电脑的其他产品，如：Macintosh电脑。
2006年10月18日，苹果电脑公司宣布，在9月12日以后出厂、在市面上销售的部分视频iPod产品中，约有1%被RavMonE.exe病毒感染。这种病毒只会对微软Windows造成影响，用户可使用最新的iTunes程序移除。經調查後發現某生产车间一部使用Windows的电脑是病毒感染的源头。
2022年5月10日，隨着蘋果公司宣佈iPod touch停產，全系列iPod均已宣告停產。

## 功能

### 軟體
iPod可以播放MP3、WAV、AAC/M4A、受保護的AAC、AIFF、有聲書和Apple Lossless文件格式。第五代的iPod也支援MPEG-4、MP4和QuickTime影片格式。但不能播放Ogg Vorbis、FLAC、Windows Media Audio（WMA）或RealAudio文件。Windows版本的iTunes可以把沒有拷貝保護的WMA編碼為AAC、MP3、ALAC或WAV格式傳送到iPod中。
蘋果電腦把iPod設計為與iTunes媒體庫軟體件一起工作，用此軟體能讓用戶在自己的電腦和iPod上管理自己的音樂庫。iTunes在每次iPod連接到電腦主機時，可以把特定的播放列表或把整個音樂庫自動同步到用戶的iPod裡。用戶可以為每首歌評級（最高5顆星），也可以與主機同步訊息。
除了音樂播放和文件儲存外，iPod還具有PDA功能：用戶可以把Mac上的通訊錄和iCal應用軟體中的資料儲存在設備上，並可以顯示備忘錄，但用戶無法在iPod上編輯這些訊息。
除了iPod shuffle和第6、7代iPod nano外，所有的iPod都帶有遊戲，或者可以透過iTunes Store安裝遊戲（iPod touch）。一代和二代有稱為「Brick」的遊戲，複製自蘋果電腦的共同創造者斯蒂夫·沃茲尼亞克編寫的Breakout遊戲。三代之後至五代之前（含）的機型（Shuffle除外）除了「Brick」外還擁有有三個其他遊戲：
- Parachute：用戶控制一座炮塔擊落像素直升機和上面跳下來的傘兵。Parachute克隆自馬克·艾倫為Apple II製作的「Sabotage」遊戲。
- Solitaire：類似單人紙牌遊戲「Klondike」的簡單紙牌遊戲。
- Music Quiz：從iPod mini和四代iPod開始增加為標準遊戲，並成為三代iPod的免費更新。「Music Quiz」播放任意歌曲的一部分，並讓用戶從列表的五首歌中選擇正確答案。每幾秒就從列表中刪除一首歌名，如果用戶越早找到答案將得到越多的分數。

第6代的iPod classic，第3代的iPod nano則內建有以下的遊戲，除此之外上述款式及五代iPod也可以在iTunes Store上購買到以下遊戲：
- iQuiz：Music Quiz的升級版，裡面又含有Music Quiz 2，具有更華麗的操作介面及玩法，例如除了歌名的猜測外，還考驗玩家對音樂資料庫裡所有歌曲的演出者、專輯、年代，是非題，多重選擇題還有每一階段（共五階段）後都有的賭博性是非題以及選擇題。
- Klondlike：Solitaire的升級版，一種接龍的撲克牌遊戲。
- Vortex：Brick的升級版，類似打磚塊的遊戲，但把原來的地面改成環繞狀以貼近iPod的操作。共有五大階段可供選擇，每階段皆有10個關卡，玩家還可以選擇打磚塊的板子位置是否要與手指間在旋轉盤的位置一致。

第4代的iPod nano將iQuiz改為以透过倾斜播放器使鋼珠向低处滚动走迷宮獲得寶物為目標的Maze，因为该代nano拥有重力感应系统。此外Klondike和Vortex仍然保存。

### 硬件
除了iPod shuffle外，所有的iPod都提供火线（Firewire）接口。虽然最近苹果电脑停止随iPod mini和iPod photo型号提供火线电缆，更倾向于随三代iPod开始使用的USB 2.0接口。iPod使用连接电脑时火线或USB总线（只有四代或更高）提供的能量或连接iPod交流电源适配器为内置的电池充电。无论是USB和火线都有适配器存在。iPod shuffle通常使用USB电源适配器。
在头三代的iPod中使用两颗ARM7TDMI衍生的主频为90MHz的CPU，之后的型号使用最高主频为80MHz的可变芯片以节省电量。iPod使用由东芝制造的超薄1.8英寸（46毫米）ATA硬碟（使用非标准的接口），而在iPod mini中最早使用的是日立制造的1英寸Compact Flash硬碟，后来改用希捷的硬碟。iPod有32MB的闪存ROM芯片包括引导程序，这个程序告诉设备从另一个媒介（在这裏是硬碟）中载入操作系统。所有的iPod都有32MB的内存，用于保持从韧体中载入的系统和最重要的是作为硬碟载入的歌曲缓冲使用。例如，iPod每次高速旋转硬碟后能拷贝播放列表中大约30MB的歌曲到内存中，这样就不需要每首歌都使硬碟旋转，以节省电能。
较新的iPod配件包括記憶卡读卡器、FM调谐器和录音模块。最知名的iPod配件制造商包括贝尔金。其他的配件，如Bose的扬声器系统和宝马的车内音响界面，为iPod提供了底部的底座连接，并让用户把它放在底座上。这些连接提供控制和信息，同时作为传输声音信号和运行iPod或其配件的电源。值得用户注意的是并没有使用用户可更换的电池，当拥有者独自更换电池而做任何的焊接，将会使苹果电脑官方提供的任何保修无效。（在网络上，由Neistat兄弟制作名为“iPod's Dirty Secret（页面存档备份，存于）”的影片，并放在ipodsdirtysecret.com上以告诉消费者。但苹果电脑在2003年11月14日公布了电池更换计划，而Neistat兄弟的网站注册于同年11月20日，21日才开始宣传。）

### 耳机
所有的iPod都配有白色的耳塞式耳机，以搭配最初iPod的设计。白色线成为了iPod品牌的象征，并成为了宣传上的重要特征。而一些耳機生產商更加打正旗號，聲明他們所生產的部份型號是絕對為了配合iPod而設計出來的，例如Altec Lansing的im616, 716。特别的是在iPod shuffle第三代产品上并没有控制播放、音量的按键，而配备上了与iPhone配套的同款具有遥控功能的耳机。
自iPod Nano第六代和iPod Touch第五代开始，iPod产品线开始改为搭配使用3.5mm接口的EarPod耳机。然而从2021年开始，与iPhone 13 Mini/13/13 Pro/13 Pro Max一样，iPod Touch不带副配耳机。

### 相容性
Windows PC
最初的iPod只相容于运行于Mac OS 9或Mac OS X的Macintosh电脑，但从2002年7月17日开始，苹果电脑开始销售兼容Windows的iPod，内建硬碟格式化为FAT32以取代Mac专用的HFS+。 苹果电脑在2003年10月16日推出Windows版的iTunes；此前，Windows用户需要第三方的软件，如Musicmatch Jukebox（推出Windows版iTunes前，包含在Windows版iPod中）、ephPod或XPlay以管理他们在iPod上的音乐。
最新一代的带底座版iPod取消了Mac/Windows版的区别；所有iPod在附运时格式化为Macintosh格式，用户在购买后可以把它重新格式化为Windows格式使用。iPod的硬碟格式化为HFS+格式只能在Macintosh上操作，因为Windows不能读取HFS+，但自从Macintosh可以处理FAT32，被格式化为FAT32的iPod可以同时在Macintosh和Windows上操作。HFS+可以为储存数据提供多一点空间，而可以让iPod在Mac上作为启动磁盘。
在2004年1月8日，惠普宣布它们从苹果电脑获得授权，制造惠普品牌的数位音乐播放器，并口头称为HPod。由惠普当时的董事长和CEO卡莉·费奥莉娜在2004年消费性电子展公布基于iPod的新款蓝色设备。但蓝色的iPod并没有成为真正的产品，现在HP的版本与苹果电脑的iPod相同，以“Apple iPod+HP”的名义销售。此款的零售商包括（尤其是）零售巨擎沃尔玛等，对此产品有一个免责声明：它不能使用它自己的在线音乐服务。
Linux和UNIX
iPodLinux计划成功使ARM版本的Linux运行在iPod上。计划当前支持一至三代的iPod，并提供Mac OS X和Windows上的简易安装器。SourceForge计划为此计划存在 （页面存档备份，存于），并有大量的使用说明出现在网上。
iPod使用标准的USB和火线作为大容量储存器的连接，并因此任何支持大容量储存器的系统都能把它作为外置硬碟装载和使用。iPod可以使用任何的USB端口提供的电源充电，不需要软件的支持。一个特殊的数据库文件提供列出当前播放歌曲的，但是用户必须使用iTunes的软件才能上传歌曲。到2005年，只有gtkpod提供类似的功能给Linux和其他不同版本的UNIX。苹果电脑并没有发布Linux版本的软件以刷新iPod上的韌體。

## 設計
傑夫·羅賓帶領蘋果電腦的iPod韌體團隊。他的團隊整合了來自PortalPlayer的韌體核心，與由Pixo開發的用戶界面庫。（Pixo的創立者曾經為蘋果電腦製造的個人數碼助理Apple Newton工作。）Pixo庫提供用戶界面，雖然iPod photo結合一些來自Mac OS X的視覺要素，例如「Aqua」款式的動畫效果進程條。大多數iPod的用戶界面（除mini和photo的款式外）使用「Chicago」字體，從1984年開始就被用於原版的Macintosh電腦上。iPod mini使用「Espy Sans」字體，以前曾經被用於eWorld、Newton和Copland。由於使用了部分較高的分辨率來顯示，iPod photo及iPod video使用Myriad Pro字體、蘋果電腦的企業識別字體。iPod classic，第三代後的iPod nano及iPod touch則改用Helvetica。
設備的外殼扣在一起，沒有使用螺絲和膠水（雖然四代使用膠水把電池粘在機器裏）。塑料的前蓋夾緊金屬後蓋突起的外簷。維修時可以利用小螺絲批小心地插入iPod的邊緣把金屬面從夾扣處撬開。
iPod包含一個小的內置揚聲器，以發出滾輪的卡嗒聲和鬧鐘的嗶嗶聲，但內置揚聲器不能播放音樂。

## 使用

iPod的註冊商標Click Wheel

iPod（除iPod shuffle、iPod Touch以外）有五颗按键：
1. Play/Pause（播放和暂停）
2. Menu（可以回到上一层的菜单）
3. Previous（跳到当前播放的前一首歌或重新播放当前的歌）
4. Next（跳到当前播放的下一首歌）
5. Select（滚轮中间的按键，用于选择菜单或播放的歌曲）

（注意，从第四代iPod开始，包括mini和photo款式，把这些按钮融入“点击轮”滚轮中。）
「Hold」开关在于设备的顶端。把这个开关设于红色将使所有按键没有反应，使用户不会误触按键。在Hold模式下滚轮也不能改变音量。
按着「Menu」键两秒将关闭屏幕的背光（最新一代的則是會到主畫面）。按住「Play/Pause」键两秒将关闭设备。
如果iPod失去回應，用户可以强制重置。在三代或更早的iPod上，把设备上的Hold滑到开再关掉，然后按着Menu和Play/Pause键六至十秒直到苹果的标志出现。在四代（点击轮）iPod上，如前面的方式开关Hold，然后按着Menu和Select键。
用户可以把iPod置于火线磁盘模式，在此模式下它就像一个没有任何附加iPod功能的火线硬盘。在三代或更早的iPod上，重置它后按着Previous和Next键直到屏幕显示“Disk Mode”。在四代以後（点击轮）的iPod上，按着Select和Play/Pause键。再次重置设备使它变回普通模式。
iPod的韌體包含诊断菜单。在三代或更早的iPod上，重置它后按着Previous、Next和Select；在四代（点击轮）iPod上，按着Previous和Select键。在数秒后放开按键，设备会发出唧唧声并简单显示一个反向苹果标志，之后才显示诊断菜单。使用Previous和Next键（不能用滚轮）操控菜单，使用Select键选择。点击Play/Pause退出测试（苹果电脑从未有公开文件讲述诊断菜单的功能。）
当iPod不能启动（无论是韌體还是硬體问题）就会显示 “ 悲伤iPod”图片（页面存档备份，存于），让人想起早期Macintosh电脑上的悲伤Mac图标。

## 型号
所有型号均已停产。

### iPod classic

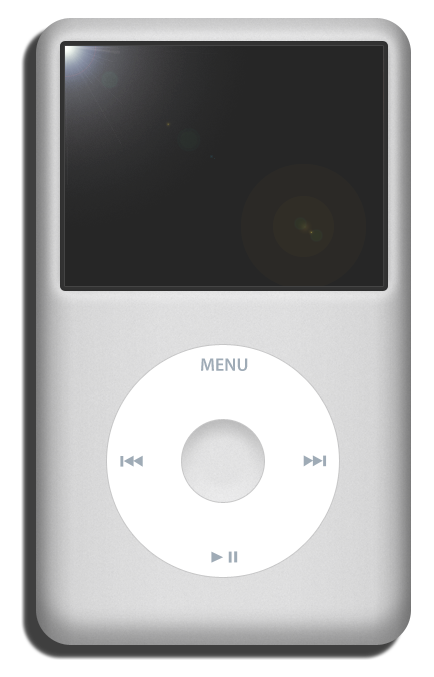
iPod classic

虽然所有iPod有类似的大小和相近的功能，但自从首部在市场销售后设计经历数个修订版。现在共有6种明显不同代的iPod存在，公认的名称为：1G（一代）、2G（二代）、3G（三代）、4G（四代）、5G（五代，又稱iPod video）和6G（六代，iPod classic）。（这些称号与Power Macintosh G3、G4或其他型号的Macintosh称号无关，同时不要把称号与储存容量搞混）。
在任一代iPod中，以硬碟容量的不同来区分不同型号，在市场上则反应为不同的售价。如在第三代中，同时存在三种不同容量的iPod，在美国的价格分别是$299、$399和$499。现在，苹果官方正销售第六代iPod：使用160GB硬碟，售$249美元。注意：苹果电脑所声称1GB的储存容量能放250首4分钟的歌曲，是在使用iTunes软件把歌曲编码为128Kb/s的AAC文件的情况下。编码歌曲时使用更高的比率将使用更多的硬碟空间。在此比率测试下，当前30GB的iPod在苹果电脑的定义下能储存大约7500首歌曲。注意：任何硬碟格式化后的容量都会比实际容量小。

### iPod mini

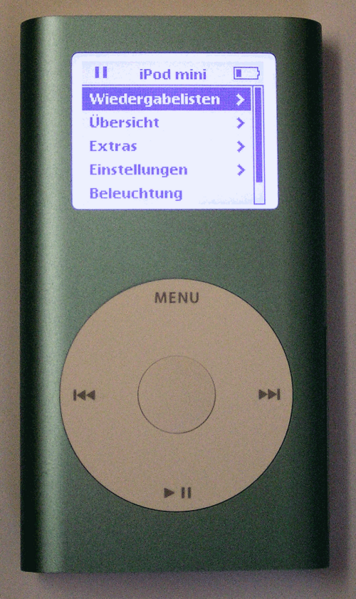
iPod mini

苹果电脑在2004年1月进入“微型”数码音乐播放器市场，同时公布iPod mini，直接与创新Zen Micro和Digital Networks的Rio Carbon竞争。iPod mini与全尺寸的iPod有非常多相似的功能，但缺少第三方的配件的支持。它使用较小的1.67英寸（對角）的灰階液晶顯示屏，比过去的版本减少数行的显示，屏幕上的限制使播放音乐时只能显示标题和演唱者。
iPod mini使用微型硬盘作为储存器。它是iPod裡除了iPod shuffle外最小巧的一款，基本上可說是標準型iPod的降階縮小版。但自從iPod nano推出後，它的小巧地位被打破，但是iPod shuffle仍保最細小iPod的地位。

#### 第一代
2004年1月6日，苹果公布iPod mini。它有4GB的储存空间和$249的售价（当时，只比15GB的第三代iPod便宜$50）。批评者认为太贵，但再次被无法抵挡的流行所推翻，而且销售速度使苹果商店很难存有现货。
iPod mini使用“点击轮”，其后出现在第四代iPod上。触摸感应轮意味着用户只需要在它上面移动就能选择屏幕上的项目，设备的Menu、Back、Forward和Play/Pause按键成为了滚轮的一部分，用户只需按下滚轮的相应部分就能启动其中的功能。中间的按键仍然作为Select键使用。
苹果电脑最初为iPod mini制造了五种颜色：银色、金色、蓝色、绿色和粉红色。银色是销量最高的型号，其次是蓝色。

#### 第二代
在2005年2月，第二代 的iPod mini投入市场，并带有新的6GB型号（售$249）和升级的4GB版本（售$199）。最引人瞩目的，是两款型号改进电池使其能用18小时。另外，它们减少外壳的颜色（苹果电脑停止销售金色），并对其他微小的部分进行艺术改变。同时，二代的iPod mini取消前一代所提供的交流电适配器和火线线缆。
2005年9月，苹果公司宣布iPod mini停产，发布新的小容量iPod产品iPod nano。

### iPod shuffle

#### 第一代
苹果电脑在2005年1月11日的Macworld Conference & Expo上发布iPod shuffle，并配以“Life is random”（官方翻译：生活随机演绎）和“Give chance a chance”（非官方翻译：给偶然一个机会）的标语。iPod shuffle首次使用闪存（Flash Memory）作為儲存媒介的機種。shuffle包括两种型号：512MB（存120首以128kbit/s编码的4分钟歌曲）和1GB（存240首歌）。与其他iPod型号不同的是，iPod shuffle不能播放Apple Lossless和AIFF编码的音乐文件，因为它所使用的SigmaTel处理器不支持。一个 评论（页面存档备份，存于） 认为iPod shuffle是在iPod型号中提供最好音质的型號。
iPod shuffle没有屏幕，也因此只有有限的选项在音乐间导航。用户可以在iTunes中设定播放顺序或使用隨機（shuffle）的顺序播放。用户可以设置在每次连接iTunes时，把音乐库随机填充到iPod shuffle裡。iPod shuffle重量只有22克，比一包口香糖大小略小。傳輸介面只有USB 2.0一種選擇，沒有原本標準型iPod使用的火線（FireWire/IEEE1394）傳輸介面。与系列其他的产品类似，iPod shuffle也可以作为USB大容量储存设备使用，类似。

#### 第二代

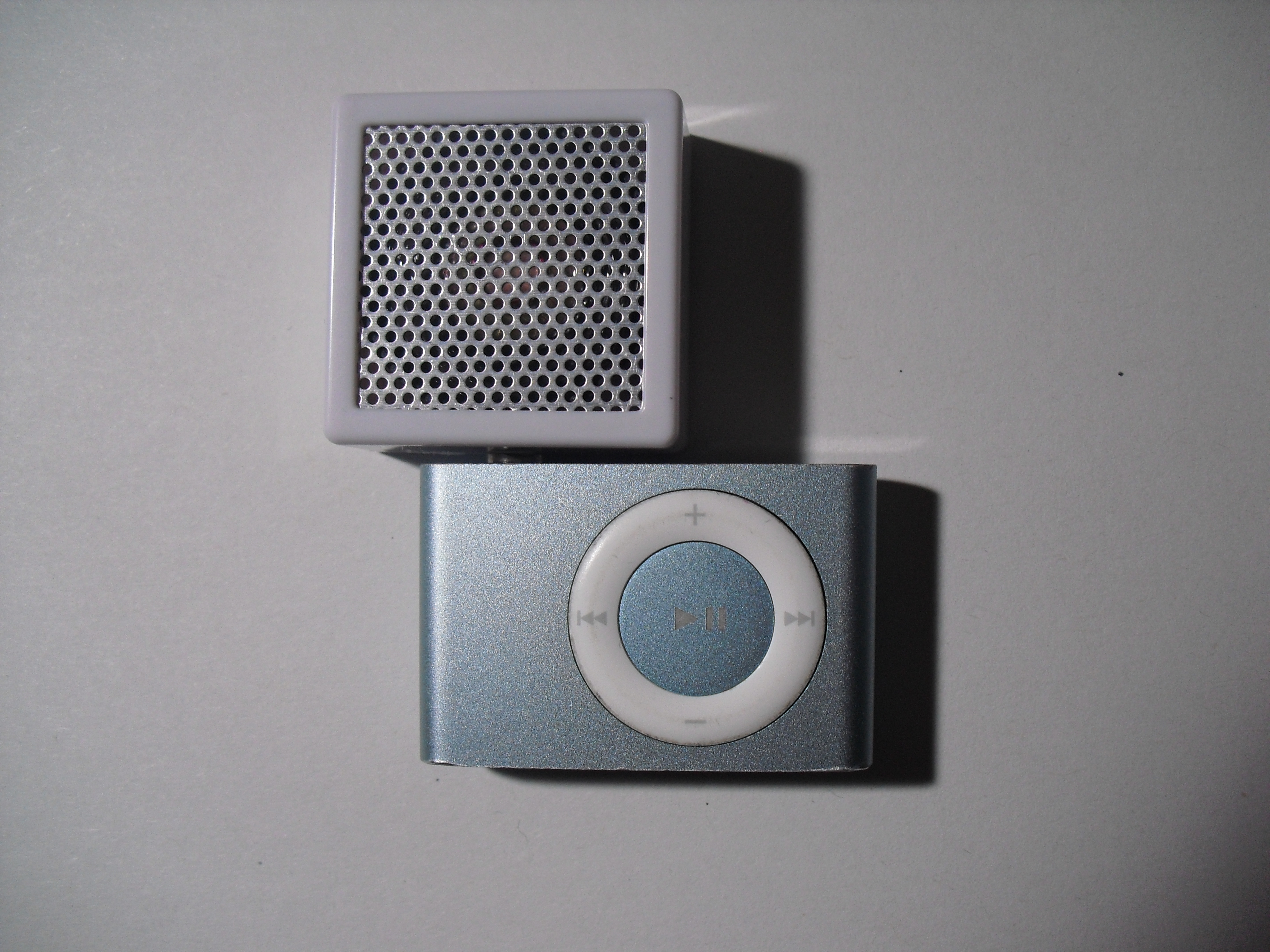
一台第二代iPod shuffle。

第二代iPod shuffle在外型上有非常大的改變，由原先的長方形縮短為近似正方形的形狀，材質改為鍍鋁外殼，並增加「夾子」，可以很方便的夾在衣服、皮帶或褲子上。因為體積縮小，取消原有的USB埠，若要傳輸，必須將隨附的dock底座接上電腦的USB埠，再將iPod shuffle放在底座上才行。
2006年9月款：
- 顏色：銀色、藍色、綠色、橙色、粉紅色、紅色（Product Red）
- 容量：1GB
- 售價：US$99

2007年9月款：
- 顏色：銀色、天藍色、蘋果綠、紫羅蘭、紅色（Product Red）

2008年3月調降前
- 容量：1GB
- 售價：US$99

2008年3月調降後
- 容量：1GB / 2GB
- 售價：US$49 / US$69

2008年9月款：
- 顏色：銀色、水藍色、草綠色、粉紅色、紅色（Product Red）
- 容量：1GB / 2GB
- 售價：US$49 / US$69

#### 第三代
第三代iPod shuffle的外形變為長方形，體積縮小至第二代的一半，保留第二代的“夾子”設計，并且消除最明显的正面按钮，颇受非议。操作全靠附送带控制器的耳机线（音量，播放选单选择，和播放控制）和机身上的三段式开关（开关和播放顺序设定），若要與電腦進行同步，則需使用隨附的3.5mm耳機轉USB的連接線。
2009年4月款：
- 顏色：銀色、黑色
- 容量：4GB
- 售價：US$79

2009年9月款：
- 顏色：銀色、黑色、粉紅色、草綠色、天藍色、不鏽鋼特別版（4GB Only）
- 容量：2GB / 4GB
- 售價：US$59 / US$79 / US$99（不鏽鋼特別版）

#### 第四代

第四代iPod shuffle

第四代iPod shuffle的外形类更似于第二代iPod shuffle，保留第三代的“电源——顺序播放——随机播放”設計，同时恢复原先的按钮设计。侧面增加VoiceOver按键。
2010年9月款：
- 顏色：銀色、藍色、綠色、粉紅色、橙色
- 容量：2GB
- 售價：US$49

### iPod nano

iPod nano

#### 第一代
在2005年9月7日，苹果电脑发布iPod mini的继任者，iPod nano。用闪存代替硬盘，iPod nano是0.27英寸（0.685厘米）厚，1.5盎司（42克）重，体积比前辈小了62%。它使用32768色屏幕，能显示照片，并透过USB 2.0与电脑连接。耳机插口放在底部。它保留标准30针的底座连接口，以兼容第三方周边。这是首部不能使用火线连线与任何PC（Windows或Mac）同步的iPod。
iPod nano在iPod操作系统中增加多项新功能，包括新增的世界时钟、秒表和屏幕锁功能。在世界时钟裏，用户可以为世界上的城市设置时间，并为每个时区设定闹钟。时钟可以自动调整夏令时。秒表功能允许用户在点击按键是开始计时，点击另一个按键就停止。还有一个按键计算单独的圈。nano能保存用户用秒表记录的多个时间，让用户可以对比不同的时间。屏幕锁功能让用户为他们的iPod设置4位数字的密码，当屏幕锁被启动时，唯一能按的是前进和后退键。音量控制用来输入密码的数字。
在2006年2月7日時，蘋果電腦推出1GB容量的iPod nano，售價為$149美元。
iPod nano同时有白色和黑色，包括1GB、2GB和4GB的容量。

#### 第二代
第二代iPod nano在外型上有了些改變，捨棄原本的壓克力和金屬材質，改用鍍鋁外殼，使得新型iPod nano不會像舊型的一樣那麼容易刮傷，而且厚度比舊型的薄了約0.01英吋（0.025公分）。除此，第二代的iPod nano有更多種顏色可以選擇：黑、銀、粉紅、藍、綠（8GB的機型只提供黑色，4GB提供銀、粉紅、藍、綠四色，2GB只提供銀色）。
另外还有红色版的(PRODUCT) RED，容量也提供8GB以内。按照APPLE的说法，此款销售后所有的利润将提供给国际组织用于抵抗艾滋病。
在規格上也做了些改變：
1. 機型容量增為兩倍
2. 屏幕亮度比舊機型增加40%
3. 電池續航力增加：蘋果網站表示，（電池完全充滿）音樂播放時間延長到24小時，有音樂的幻燈片秀播放時間延長到5小時
4. 增加「搜尋」功能（目前只限於搜尋英文）

#### 第三代
第三代的iPod nano在2007年9月5日發表，外型由細長變為寬矮，採用新型的操作介面，和六代iPod相同；增加對影片播放的支援，螢幕變成2吋。容量分別為4GB（US$149）及8GB（US$199）兩種。第三代的iPod nano有5種顏色可以選擇：黑、銀、粉紅、藍、綠、紅（(PRODUCT) RED），只有8GB的機型提供6種顏色，4GB只提供銀色。

#### 第四代
第四代的iPod nano在2008年9月10日发表，外型由宽短变为细长，恢复以前的修长身形；和三代iPod nano相同，有对影片播放的支援，屏幕仍為2吋，但由橫寬直窄改為橫窄直寬。容量分别为8GB（US$149）及16GB（US$199）两种。新型的iPod nano任何容量款式皆有9种颜色可以选择：粉紅、紅（(PRODUCT) RED）、橙、黃、綠、蓝、紫、黑和銀色。
iPod nano第四代更新許多用户操作界面，采用方向感應器來呈現Cover Flow选择界面及影片功能，还内置iTunes 8上新出的Genius功能，将用户操作习惯和听歌喜好进行分析和数据同步。

#### 第五代
第五代的iPod nano在2009年9月9日发表，外形与第四代iPod nano类似，屏幕尺寸增加到2.2寸，分辨率提高到240*376.容量分别为8GB（US$149）及16GB（US$179）两种。颜色选择与第四代相同，仍为9种颜色，不過大多數顏色皆經過重新調色而變的更深更亮麗，其外殼也從純鍍鋁合金改為拋光鍍鋁。
iPod nano第五代机身的背面右下角内置摄像头和麦克风以及內建比起現任iPod touch具有更大音量的擴音器，攝影機可拍摄解析度至640*480的高品質VGA视频，同时支持录音、计步器以及VoiceOver操作，还加入iTunes 9上新出现的Genius Mixes功能。

#### 第六代
第六代的iPod nano在2010年9月1日发表，机身体积比以往缩小46％而接近于同时间发布的第四代iPod shuffle，屏幕尺寸减小到1.54寸，分辨率为240*240.容量分别为8GB（US$149）及16GB（US$169）两种。颜色选择有银、灰、蓝、绿、橙、粉红、红（(PRODUCT) RED）共7种。
iPod nano第六代拥有Multi-Touch，而因机身缩小而取消内置摄像头等功能。

#### 第七代
第七代的iPod nano在2012年9月12日发表，延續上一代的Multi-Touch多點觸控技術，將螢幕尺寸增加到2.5吋，解析度为240*432像素。並增加如iPod touch使用的Home鍵，用来返回主畫面。也再度增加影片播放功能。同时增加蓝牙4.0以连接蓝牙耳机。2012新推出的iPod nano系列，揮別使用9年的30 pin接頭，采用全新打造的Lightning 連接器，更小、更耐用、且可不分正反面插入。容量只有16GB（US$149）。顏色選擇有鐵灰、銀、紫、粉紅、黃、綠、藍、紅（(PRODUCT) RED）共8種。iPod nano与iPod shuffle于2017年停产。

### iPod touch

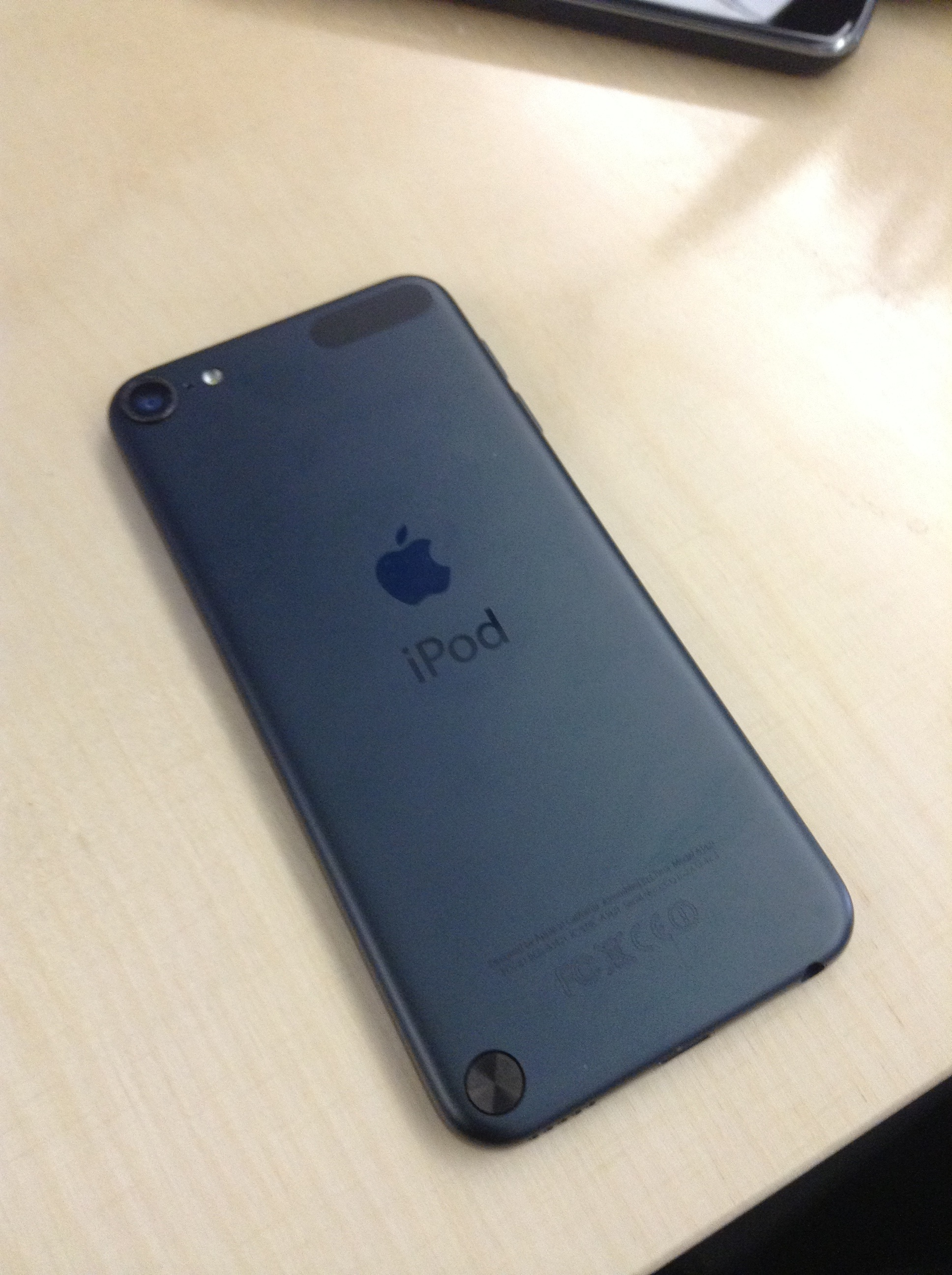
iPod touch

#### 第一代
iPod touch是一款由蘋果公司推出的可攜式媒體播放器，在2007年9月5日舉行的「The Beat Goes On」產品發表會中公開，屬於iPod系列的一部份。iPod touch使用8、16或32 GB的快閃記憶體。電池壽命亦更長，可以支持22小時的音樂、以及5小時的影片播放。同時也配有Wi-Fi無線網路功能，並可執行蘋果的Safari瀏覽器。iPod touch是第一款可透過無線網路連上iTunes Store的iPod產品。iPod touch也可在美國特定的星巴克（Starbucks）咖啡店中偵測到最近十首在店內播放的歌曲，並且可免費利用店內的無線網路連至iTunes Store購買歌曲。

#### 第二代
2008年9月9日，蘋果公司發布新款iPod touch。新產品更薄、電池使用時間更持久、售價更便宜，更新增音量控制鍵、揚聲器及Nike+iPod。第二代iPod Touch售價是229美元起。

#### 第三代
2009年9月9日，蘋果公司發佈第三代iPod touch。新產品的外形與第二代一模一樣，但內部處理器採用iPhone 3GS的處理器。同時容量也提升到32GB/64GB。售價則分別爲US$299/US$399。

#### 第四代
2010年9月1日，蘋果公司發佈第四代iPod touch。新產品更薄。新增前、後置攝像頭功能（不支援自動對焦）。新產品採用與iPhone相近的規格，包括：A4處理器、採用視網膜技術的960x640LED屏幕、三向重力感應。并支持HD視頻錄製。其售價為8G 199美金、32G 299美金。

#### 第五代
2012年9月13日，苹果公司于芳草地艺术中心发布，显示屏为4英寸，采用Apple A5處理器。镜头采用与新iPad上同样的iSight相机模块，500万像素背照式传感器、复合IR滤镜、五组镜片、f/2.4光圈，并配有闪光灯，支持720P的facetime HD并可录制1080P视频。連接器由沿用多年的30pin連接器改成Lightning 連接器。2013年5月30日苹果上架一款廉价版iPod touch，较前者缺少了后置摄像头，且内存容量减少为16GB。

#### 第六代
2015年7月15日，蘋果公司推出第六代iPod touch，顯示器仍是4英寸，但改用Apple A8處理器，iSight相機升級成800萬像素，並增加128GB容量款式。

#### 第七代
2019年5月28日，苹果公司在官方网站推出第七代iPod touch。其处理器升级为A10 Fusion，搭载iOS 12操作系统，提供32GB、128GB、256GB三种容量规格。但其螢幕、相机、设计、主螢幕按钮等方面皆与第六代iPod touch相同。

### (PRODUCT)RED
部分國家有推出「Product Red（紅色特別版）」。iPod nano第2代有4GB和8GB兩種機型，iPod nano第3代只有8GB一種。而iPod shuffle第2代（新款）則有1GB和2GB兩種機型。所有規格都一樣，而且購買價格不變，但是會捐出其中的一部份給慈善機構。

## 安全性
iPod發生過多次爆炸意外事件，《泰晤士報》稱，蘋果公司被美國記者揭發涉嫌對多宗iPod著火或爆炸個案“遮遮掩掩”。iPod產品在各国及地区都有爆炸個案：香港2007年出現了首宗iPod nano爆炸個案，三年內傳媒報道的香港 iPod爆炸個案最少有四宗，2010年11月8日香港《蘋果日報》又对当天第一代 iPod nano爆炸案进行了報導，这已是当年兩個月內收到第二宗 iPod nano爆炸個案。；美國有少年燒穿褲袋；台灣有充電燒熔外殼；日本有最少5宗iPod nano電池惹火，政府曾經多次要求蘋果就iPod爆炸解釋。

## iTunes整合
iTunes是唯一官方的与iPod同步软件，虽然有其他非官方的軟體使iPod与其他播放器同步。其中最知名的要属Winamp的插件ml iPod，让用户能透过Winamp管理iPod上的音乐，而且还支持一些iTunes不提供的功能，包括把非iTunes Store购买音乐拷出iPod。

### iTunes音乐商店
苹果的iTunes音乐商店（iTunes Music Store）是为了推销iPod而建立的网络音乐销售商店，界面整合在iTunes播放软件中，使得透過網路購買有版權音樂檔案的機制變得更便利。
除了iPod以外，没有任何其他的便携音乐播放器能播放在苹果iTunes音乐商店上销售的使用DRM的音乐文件。苹果电脑使用它们专有的FairPlay系统加密这些AAC音频文件（.m4p），这种编码只允许授权的电脑（最多五部）才可以解密并播放它们。
史蒂夫·乔布斯认为这种iTMS上的限制只是为了增加iPod的销量，他说：“我们希望（在iTunes音乐商店里）收支相抵或稍微亏一点，因为它始终不是赚钱的地方。”用户要繞开限制，可以先把受保护的文件刻录到非压缩的音乐CD，然后重新截取，并把音乐编码为不受保护的文件。这个过程很繁琐，而且每次转换会导致音频质量损失。（这可能会违反了數位千禧年著作權法）
就其本身而言，苹果电脑小心地控制使用FairPlay编码的iTMS音乐文件的授权，而且iPod不支持其他DRM保护格式文件（如DRM保护版的WMA），所以iPod用户想在线购买受DRM保护的音乐必须透过iTunes，否则就只能从其他地方下载繞开DRM的文件（这可能构成犯法的行为）。从其他商店购买的受保护音乐不能在iPod上播放。
iTunes音乐商店最近售出了超过10亿首歌曲。至2007年8月1日蘋果公司宣布透過iTunes音乐商店所銷售的歌曲突破30億首。2010年2月，iTunes销售歌曲超过100亿。
2006年10月，在15岁时破解了DVD光盘所使用的CSS防拷贝技术而获得“DVD Jon”尊称的挪威黑客乔·雷赫·约翰森（Jon Lech Johansen），又成功破解了苹果公司针对iTunes和iPod歌曲播放的限制措施，透过模拟iPod及其FairPlay加密技术的内部工作原理，来欺骗iPod认为它在播放从iTunes上购买的音乐。促使他破解iPod加密技术的动力是用户有权在他们拥有的任何设备上播放合法购买的音乐。他不喜欢封闭的系统，而iTunes-iPod组合排斥其他技术。

### 其他选择
在2004年7月，RealNetworks展示了一个名为Harmony的应用软件，可以使iPod用户把在RealNetworks的RealRhapsody购买的文件转换为iPod可以播放的兼容FairPlay的格式。苹果电脑指责RealNetworks是“以黑客的手段和伦理闯入iPod。” 苹果在稍后发布的固件升级使第四代iPod和iPod mini无法播放用Harmony转换的文件。RealNetworks宣布会开发其他的软件代替。
除此以外，还有一个可以绕开拷贝保护的第三方软件名为Hymn，或使用在苹果电脑自家软件Final Cut Pro中的压缩器软件。同时，一个匿名的开发者开发了iOpener，它可以找到用户电脑上受保护的AAC文件并转换为非加密的AAC文件。
在2005年3月，乔·约翰森（“DVD乔”）公布一个名为PyMusique的软件 允许iTMS消费者购买不受DRM限制的歌曲。

## 第三方配件

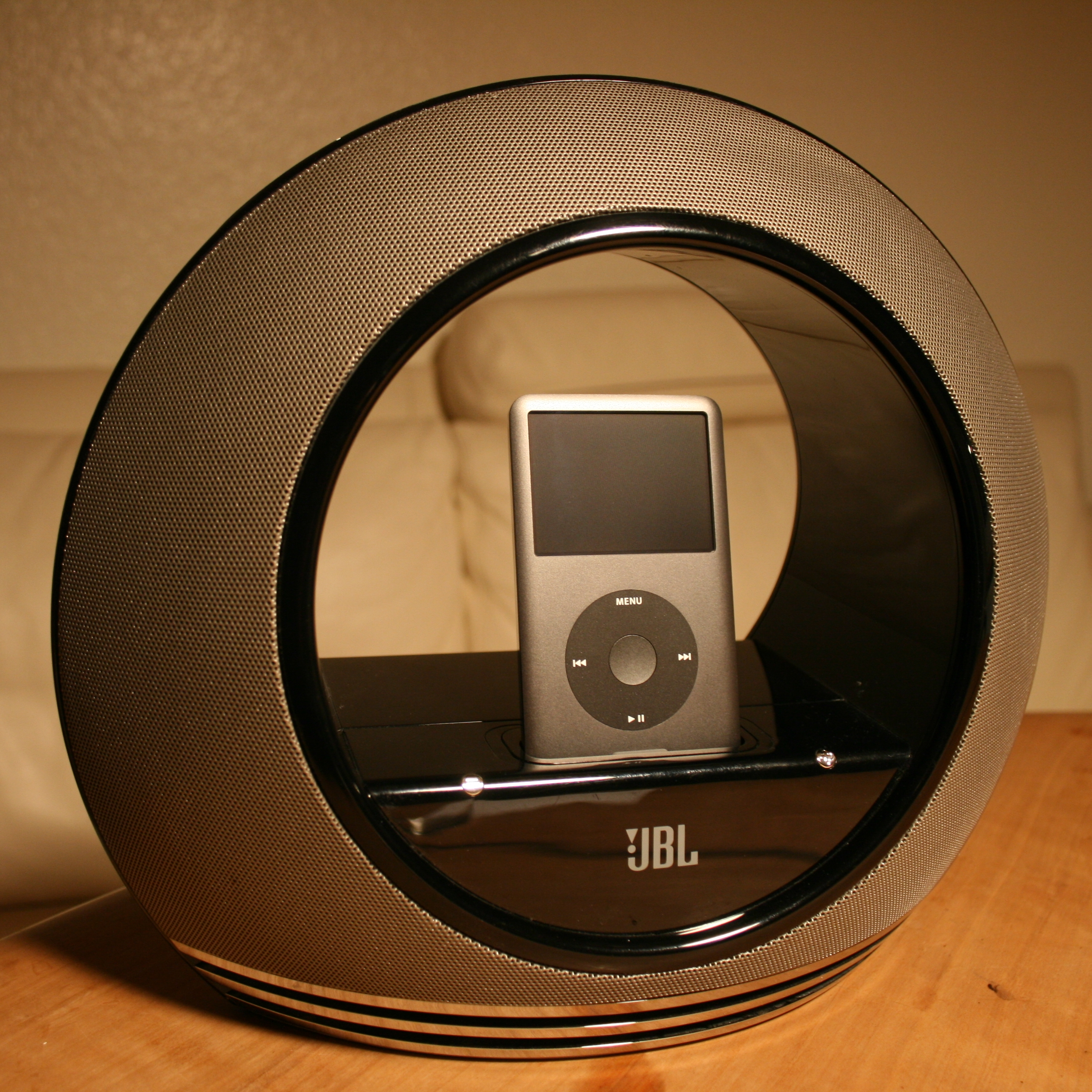
JBL生產的Radial iPod扬声器底座

iPod创造了一个巨大和持续增长的零件市场辅助配件行业，在2005年的Macworld演讲上，斯蒂夫·乔布斯把它称为“iPod经济”。
支持iPod的第三方软件工具包括：
- Foobar2000，一个替代的音乐播放器，选择安装时可以安装 foo_pod（页面存档备份，存于） 附件以支持iPod。
- RhythmBox，基于GNOME的iTunes复制品。
- Amarok， 一个基于KDE的开源音乐播放程式，支援iPod。
- gtkpod，一个明确以iPod为目标，可运行在几个操作系统上基于GTK的iPod管理软件。
- ml_ipod（页面存档备份，存于），一个开源的插件使 Winamp（页面存档备份，存于） 加入iPod支持。
- EphPod（页面存档备份，存于），一个Windows应用软件抄袭iTunes大部分功能，但允许把iPod的音乐上传到电脑。EphPod可以免费下载，但并非开源的。

- Griffin Technology（页面存档备份，存于） 制造了几种iPod配件，包括iTrip、iBeam、iTalk、PodPod和Earjam。
- 贝尔金（页面存档备份，存于） 制造了Belkin Voice Recorder、Belkin Media Reader和Belkin Battery Pack。
- naviPod 由TEN Technology制造，给iPod使用的5个按键红外线遥控。
- 由Altec Lansing制造的inMotion Speakers可以作为iPod的充电站，也能让iPod变为音响系统。设计师也制作了iMmini，以配合iPod mini。
- 宝马发布了首个由汽车制造商制造的iPod汽车界面。界面允许驾驶者在之后的BMW生产的汽车中透过内建于方向盘上和收音机上的按键控制他们的iPod。在汽车的储物柜中有保护iPod的安全带。
- 在2005年1月的Macworld Expo裏，包括奔驰和法拉利等更多的制造商宣布从2005年春季开始推出类似的系统。
- 此外还有大量的第三方配件，而且差不多每天都有新产品出现。从录音到游戏，且还有其他基于iPod的连接设备和适配器。
- 另一个增长中的巨大iPod配件市场，包括外壳和彩绘。如，由Hotromz用假毛皮、羽毛、有机大麻纤维和马海毛织物制造的不寻常外壳；或 foof（页面存档备份，存于） 提供用花呢、灯心绒和和服腰带做的外壳。

## iPod的销量
在2005年9月7日的“特别事件”中，苹果电脑的CEO斯蒂夫·乔布斯宣布“在上个季度末，也就是2005年6月，苹果电脑卖出了2200万部iPod。”
财富杂志报道，在2005年6月27日苹果电脑售出1500万部iPod，包括了在本年度第一季度售出的530万部。 iPod当前支配了数码音乐播放器市场，多次刷新销售纪录。2003年第四季度，苹果电脑报告了$1.06亿收入，是公司9年来的第四季最高收入。
惠普与苹果销售的惠普品牌iPod，报告销量为“十分畅销”，但没有公布数据。苹果电脑承认HP-iPod佔了2004年第四季收入的5%。

在苹果公司的财政报表中的iPod销量（苹果公司的财政年度在九月结束）：
| 财政季度 | 日历季度         | iPod销量    |
| -------- | ---------------- | ----------- |
| 2002 Q1  | 2001年10月至12月 | 125,000     |
| 2002 Q2  | 2002年1月至3月   | 57,000      |
| 2002 Q3  | 2002年4月至6月   | 54,000      |
| 2002 Q4  | 2002年7月至9月   | 140,000     |
| 2003 Q1  | 2002年10月至12月 | 219,000     |
| 2003 Q2  | 2003年1月至3月   | 78,000      |
| 2003 Q3  | 2003年4月至6月   | 304,000     |
| 2003 Q4  | 2003年7月至9月   | 336,000     |
| 2004 Q1  | 2003年10月至12月 | 733,000     |
| 2004 Q2  | 2004年1月至3月   | 807,000     |
| 2004 Q3  | 2004年4月至6月   | 860,000     |
| 2004 Q4  | 2004年7月至9月   | 2,016,000   |
| 2005 Q1  | 2004年10月至12月 | 4,580,000   |
| 2005 Q2  | 2005年1月至3月   | 5,311,000   |
| 2005 Q3  | 2005年4月至6月   | 6,155,000   |
| 2005 Q4  | 2005年7月至9月   | 6,451,000   |
| 2006 Q1  | 2005年10月至12月 | 14,043,000  |
| 2006 Q2  | 2006年1月至3月   | 8,526,000   |
| 2006 Q3  | 2006年4月至6月   | 8,111,000   |
| 2006 Q4  | 2006年7月至9月   | 8,729,000   |
| 2007 Q1  | 2006年10月至12月 | 21,066,000  |
| 2007 Q2  | 2007年1月至3月   | 10,549,000  |
| 2007 Q3  | 2007年4月至6月   | 9,815,000   |
| 2007 Q4  | 2007年7月至9月   | 10,200,000  |
| 2008 Q1  | 2007年10月至12月 | 22,121,000  |
| 2008 Q2  | 2008年1月至3月   | 10,644,000  |
| 2008 Q3  | 2008年4月至6月   | 11,011,000  |
| 2008 Q4  | 2008年7月至9月   | 11,052,000  |
| 2009 Q1  | 2008年10月至12月 | 22,727,000  |
| 2009 Q2  | 2009年1月至3月   | 11,010,000  |
| 2009 Q3  | 2009年4月至6月   | 10,200,000  |
| 总数     | 7.75年           | 218,030,000 |

於2007年4月9日，蘋果公司宣佈iPod銷量已衝破1億大關。

## 广告
苹果电脑在多次成功的广告战役中宣传iPod和iTunes品牌。
- 首个iPod广告，广告语以“一千首歌，装在你的口袋裡。”在2001年11月与iPod一起发布。广告可以在苹果电脑的网站上看到。[74]
- 2002年12月，蘋果公司在香港和澳門發售印有張學友簽名的限量版iPod[75]，並且首批只發行200個，產品隨後在當天即被搶購一空，隨後蘋果公司推出第二版次的簽名版iPod，包括赠送张学友的CD以及海报。張學友亦成為亞洲地區第一個iPod產品代言人。
- 在2003年4月，苹果电脑在发布iTunes Music Store的同时公布了新的广告战役。广告中，穿着便服的人带着iPod，在没有伴奏的情况下清唱流行歌曲、跟着节奏跳舞、演奏幻想吉他和其他表演方式。影视广告使用了很广泛的音乐，包括The Who的My Generation；Sir Mix-a-lot的Baby Got Back；Pink的There You Go和Eminem的Lose Yourself。
- 2003年10月，苹果电脑将它们的影视广告和印刷广告战役统一，特色是在单一颜色背景前的剪影人物，随着他们佩带的iPod中的音乐起舞。这些广告使用了流行曲包括，The Vines的Ride、The Caesars的Jerk it Out、Gorillaz的Feel Good Inc.、Jet的Are You Gonna Be My Girl、N.E.R.D的Rock Star(Jason Nevin's Mix)、Franz Ferdinand的Take Me Out等等。为了纪念U2 iPod的发布，苹果电脑发表了Vertigo音乐录像的广告（片中角色被改为有iPod特色的剪影）。[76]

## 关键人物
- 托尼·法戴尔
- 杰夫·罗宾
- Sanjeev Kumar
- 斯蒂夫·乔布斯
- 乔纳森·埃维
- Danika Cleary – iPod生产经理
- Stan Ng – iPod部门经理